# Ка Рока (Болоња)
Ка Рока је насеље у Италији у округу Болоња, региону Емилија-Ромања.
Према процени из 2011. у насељу је живело 134 становника. Насеље се налази на надморској висини од 211 м.